# Trying to Be Me
A Trying to Be Me a Sweetbox első kislemeze a Classified című albumról; az első kislemez Jade Villalon énekesnővel. A dal, amely duett Mucky német énekesnővel, Edvard Grieg Peer Gynt-szvitjéből Solveigh dalán alapul.

## Számlista
CD maxi kislemez
1. Trying to Be Me (Radio Version) – 3:09
2. Trying to Be Me (Instrumental) – 3:09
3. Trying to Be Me (A Cappella) – 2:54